# Ziegelhütten (Trogen)
Ziegelhütten (früher Ziegelhütte genannt) ist ein Gemeindeteil der Gemeinde Trogen im Landkreis Hof (Oberfranken, Bayern). Ziegelhütten liegt in der Gemarkung Trogen.

## Geografie
Die Einöde liegt am Langenlohbach, einem linken Zufluss der Nördlichen Regnitz. Die Bundesautobahn 93 verläuft unmittelbar östlich und ist beidseitig von Photovoltaikanlagen gesäumt. Im Norden grenzt das Waldgebiet Ziegelhütten an. In diesem befindet sich eine Basaltkuppe, die als Geotop ausgezeichnet ist. Eine Gemeindeverbindungsstraße führt nach Trogen zur Kreisstraße HO 13 (1,4 km südwestlich) bzw. nach Gössen (0,6 km nordwestlich). Ein Anliegerweg führt die A 93 überbrückend nach Schwarzenstein (0,5 km östlich).

## Geschichte
Von 1797 bis 1810 unterstand Ziegelhütten dem Justiz- und Kammeramt Hof. Infolge des Ersten Gemeindeedikts wurde Ziegelhütten dem 1812 gebildeten Steuerdistrikt Trogen und der zugleich entstandenen Ruralgemeinde Trogen zugewiesen.

### Einwohnerentwicklung
| Jahr      | 1819  | 1861  | 1871  | 1885  | 1900   | 1925   | 1950   | 1961   | 1970   | 1987   | 2021 |
| Einwohner | 56    | 68    | 47    | 45    | 41     | 33     | 39     | 36     | 39     | 23     | 15   |
| Häuser    |       |       | 11    | 8     | 7      | 7      | 7      |        | 8      |        |      |
| Quelle    | [ 1 ] | [ 7 ] | [ 8 ] | [ 9 ] | [ 10 ] | [ 11 ] | [ 12 ] | [ 13 ] | [ 14 ] | [ 15 ] |      |

## Religion
Ziegelhütten ist evangelisch-lutherisch geprägt und gehört bis heute zur Kirchengemeinde Trogen.